# أشرف العوادي
أشرف العوادي هو ناشط حقوقي تونسي  ومؤسس ورئيس المنظمة الدولية التونسية أنا يقظ (بالإنجليزية: I-Watch)‏ التي تعملُ على الشفافية ومكافحة الفساد. وُلد أشرف في 27 مايو من عام 1986 في السرس بولاية الكاف. ينتمي العوادي إلى عائلة من الحقوقيين وأفراد من معارضي نظامي بورقيبة وبن علي. تم الحكم على والده وعمه من قبل محكمة أمن الدولة في عام 1975 جنبا إلى جنب مع حمة الهمامي، الصادق مهني، محمد كيلاني، أحمد نجيب الشابي وغيرها من المعارضين.

## الدراسات
حصل العوادي على درجة الماجستير من جامعة تونس في تخصّص الأدب الإنجليزي وذلك بعد بحثه حول دراسات عبر ثقافات اللغة في تونس. حصل على درجة ماجستير أخرى في الاقتصاد السياسي الدولي من جامعة برمنغهام في المملكة المتحدة. درس كذلك الاقتصاد السياسي الدولي في معهد ابن شرف في تونس. التحق بالأكاديمية الدولية لمكافحة الفساد في عام 2011 قبل الانخراط في محاربة الفساد. كما يتابع دراسته بجامعة هارفارد منذ 2023.

## النشاط والإنجازات
في عام 2009؛ أسّسَ عوادي جمعية «من طالب إلى طالب» وذلك للانفتاح أكثر على طلبة الجامعات. بحلول عام 2011 عملَ أشرف على الترويج لحملة سياسية تحت شعار الذهاب للتصويت  ومن ثم جاءت فكرة أنا يقظ والتي أصبحت في وقت لاحق منظمة شبابية غير حكومية. كان له دور مهم في تشجيع الشباب على التصويت في انتخابات عام 2011 كما حثهم على المراقبة واليقظة لضمان إنجاح العرس الانتخابي بعد الثورة المجيدة. يُمثل العوادي المجتمع المدني التونسي في اتفاقية الأمم المتحدة لمكافحة الفساد سنويا وقد تم اختياره لهذا المنصب من قبل الأمم المتحدة في عام 2011.
فازت منظمة أنا يقظ تونس التي أسسها أشرف بجائرة منظمة أماليا وذلك في أيلول/سبتمبر 2017، فضلا عن ترشيحه لجائزة بافيت للقادة العالميين الشباب.

## قضية نسمة والتهرب الضريبي
أثارت منظمة أنا يقظ تونس الكثير من الجدل في تموز/يوليو 2016 وذلك بعدما بدأت التحقيق في ضرائب شركة «قروي وقروي» التي تملك قناة نسمة. انسحبَ أشرف في وقت لاحق من المنظمة لسببٍ من الأسباب لكنه عاد لرئاسة الفريق الذي يُشرف على التحقيق في مصادر دخل قناة نسمة الفضائية.
تم تسريب تسجيل صوتي لنبيل القروي مالِك القناة وهو يتحدث عن حملة تشويه لأعضاء المنظمة وقد أثار ذلك الكثير من الجدل حينها. تواصل مسلسل إثارة الجدل بعدما رفع مالك قناة نسمة في أبريل 2017 دعوة قضائية ضد أشرف ومنظمته بتهمة التشهير والتهديد. ردّ العوادي على كل هذه التهم بعدما أكّد على أَن قروي قد وضع سيارة أمام مقر المنظمة لمراقبتهم.
مختلف المنظمات التي أصدرت بيانات في هذا الخصوص أكدت على دعمها لأشرف العوادي ولأعضاء منظمة أنا يقظ تونس الشبابية. تم استدعاء أشرف في وقت لاحق أمام القطب القضائي المالي لسماعه بخصوص قضية التهرب الضريبي لقناة نسمة. ردّ وزير المجتمع المدني وحقوق الإنسان مهدي بن غربية على الموضوع والتقى مع العوادي لمناقشة الأمر.